# Raúl Fernando Sendic
Raúl Fernando Sendic Rodríguez (Paysandú, 29. kolovoza 1962.), urugvajski političar i potpredsjednik Urugvaja od 2015. godine. Hrvatskog je podrijetla.

## Životopis
Raúl Sendic je rođen u Paysandú 1962. godine. Rođen je u obitelji Nilde Rodríguez i Raúla Sendica, vođe urugvajskog pokreta Tupamaros.
 Sendic je odrastao u Urugvaju, a posjećujući svoga oca u zatvoru, seli se na Kubu. Tamo živi od 1980. do 1984. godine, te putuje u Švicarsku, Francusku i Brazilu prije povratka u Urugvaj.
Raúl Sendic je studirao medicinu na Sveučilištu u Havani, na Kubi, (1980. – 1984.). Također je izjavio kako je završio i kratki tečaj o ljudskoj genetici za buduće nastavnike. U veljači 2016., Sendiceve obrazovni vjerodajnice postale su predmetom brojnih kontroverzi jer u njegovom službenom životopisu stoji kako ima diplomu iz ljudske genetike, ali, za sada, ne postoji nikakav dokument kako bi to potvrdio.

## Politička karijera
Po povratku u Urugvaj, Raúl Sendic postaje politički aktivan u "Pokretu 26. ožujka". Nakon gubitka na izborima 2004. godine, Sendic je pomogao formirati izbornu listu Compromiso Frenteamplista, lista 711. Raúl Sendic je služio kao zastupnik u nacionalnom kongresu u razdoblju od pet godina, od 2000. do 2005. godine. Sendic nije uspio dobiti drugi mandat na izborima 2004. godine.
Raúl Sendic je služio kao potpredsjednik odbora direktora te kao predsjednik ANCAP-a, urugvajske nacionalne naftne tvrtke. Potpredsjednik ANCAP-a bio je 2007. godine. Dužnost predsjednika obnašao je od 2008. do 2013. Od 2009. do 2010. godine, bio je ministar industrije, energetike i rudarstva. 1. ožujka 2015. Raúl Sendic je preuzeo dužnost potpredsjednika Urugvaj; izabran je 2014. godine zajedno s predsjednikom Tabaréom Vázquezom.